# Elaphoglossum tamandarei
Elaphoglossum tamandarei là một loài dương xỉ trong họ Dryopteridaceae. Loài này được Brade mô tả khoa học đầu tiên năm 1965.